# アナキー駅
アナキー駅（英語：Anakie railway station）はオーストラリアクイーンズランド州アナキー ボン・アコード・ロードにあるクイーンズランド鉄道セントラル・ウェスタン線の駅。

## 利用可能な鉄道路線／列車
クイーンズランド鉄道トラベルトレインの停車する列車は下記の通り。また、事前の予約があった時のみ停車。
ブリスベンとロングリーチ間の夜行長距離列車スピリット・オブ・ジ・アウトバック号 …ブリスベン方面 月・木、ロングリーチ方面 水・日 停車 